# Emmanuel-Urbain Libaud
Emmanuel-Urbain Libaud, francoski general, * 24. december 1878, † 26. januar 1955.